# Giovanni Bettolo
Giovanni Bettolo (Genova, 25 maggio 1846 – Roma, 7 aprile 1916) è stato un politico e ammiraglio italiano e deputato del Regno d'Italia. Fu presidente del CNGEI.

## Biografia

Il ministro Bettolo in visita a Camogli fra l'Ottocento e il Novecento

Maggiore di tre fratelli (uno dei quali divenuto generale del Regio Esercito e uno distintosi come bibliofilo, ma affetto dal vizio del gioco, che lo condusse alla rovina finanziaria), ufficiale della Regia Marina (guardiamarina nel 1865) decorato al valore in occasione della battaglia di Lissa (20 luglio 1866), divenne ammiraglio e capo di Stato Maggiore (1907-1911), organizzando la ricostruzione della flotta italiana dopo la disastrosa sconfitta del 1866 e contribuendo alla rinascita della marina militare con l'istituzione della Scuola Navale di Guerra, e con la promozione dell'impiego dei grossi calibri per l'artiglieria navale (Manuale teorico-pratico di artiglieria navale, 1879-81) e dell'uso strategico delle siluranti; fu deputato dal 1890, e tre volte ministro della Marina del Regno d'Italia nei Governi Pelloux II (1899-1900), Zanardelli (1903) e Sonnino II(1909-10).
Nell'aprile 1903 l'ammiraglio Bettolo, richiamato al governo da Giuseppe Zanardelli, succedette quale ministro della Marina all'ammiraglio Enrico Costantino Morin, anch'egli genovese, che, abbandonato l'interim della Marina, assumeva l'incarico degli Affari Esteri nel maggio 1903. Immediatamente il nuovo direttore dell'Avanti!, il socialista rivoluzionario Enrico Ferri, avviò dalle pagine del giornale una feroce campagna contro il neo-ministro, responsabile - a suo dire - di avere aumentato lo stipendio del presidente del Consiglio Superiore della Marina per indurlo ad approvare un contratto di fornitura di corazze navali per l'ammontare di 20 milioni con le Acciaierie di Terni, e bollato come "corruttore e affarista".
Il 20 maggio il ministro Bettolo, rispondendo alle interpellanze presentate alla Camera dallo stesso Ferri e dal suo collega deputato Felice Santini, difendendosi energicamente dalle "insinuazioni contro la propria invulnerabile onorabilità" (come egli stesso le definì), ne dimostrò l'infondatezza; tuttavia Ferri insisteva pervicacemente con le sue accuse, etichettando come "divoratore di milioni" il ministro, il quale lo ricambiò commentando: "Voi, nella mente, nel cuore e nell'azione, siete una ben misera cosa !"; insistendo l'Avanti! nella campagna intrapresa dal suo direttore, e richiesta dai deputati Franchetti e Morgari un'inchiesta parlamentare, il capo del governo Zanardelli respinse la proposta, respinta anche dalla Camera (188 voti contro 149) il 10 giugno 1903, impegnandosi comunque a far eseguire indagini accurate.
In seguito a questa votazione, però, l'11 giugno, il ministro dell'Interno Giolitti si dimise, accusando il Governo di alienarsi l'appoggio delle Estreme e contestandolo in quanto non avrebbe realizzato le riforme promesse; si dimise anche l'ammiraglio Bettolo e, qualche giorno dopo il governo entrò in crisi; Zanardelli, tuttavia, non volle rassegnare le dimissioni, assunse personalmente il ministero dell'Interno e affidò nuovamente l'interim della Marina al ministro degli Esteri Morin, senza includere alcun elemento dell'Estrema Sinistra.
Persistendo, sia da destra sia da sinistra, gli attacchi al suo governo, il 21 ottobre Zanardelli (che sarebbe morto due mesi più tardi) rassegnò nelle mani del re le proprie dimissioni, lasciando via libera a Giolitti.
Bettolo querelò Ferri, che insisteva nei suoi attacchi, per diffamazione: il processo (nel quale Teodoro Bonacci, Leone Fortis e Arturo Vecchini rappresentarono la parte lesa e i deputati Altobelli, Ciccotti e Comandini rappresentarono, con altri, il Ferri), destò l'interesse dell'intera nazione, terminando il 10 febbraio 1904 con la condanna di Enrico Ferri a quattordici mesi di reclusione (pena mai scontata) e a multa pari a 1516 lire (nonché al pagamento delle spese di giudizio e al risarcimento dei danni) per il delitto di diffamazione continuata a mezzo stampa.

## Omaggi
- Nel Porto di Genova gli è dedicata "Calata Bettolo".
- Nel centro storico della città di Chanià (a Creta) gli è dedicata una via, in cui viene definito "italiano filogreco".
- Nel centro storico della città di Brindisi gli è dedicata una via.
- Nella città di Taranto gli è dedicata "Piazza Giovanni Bettolo"
- Lo studio cinematografico romano di Bettolocittà è dedicato a lui
- a Roma gli è dedicata "Via Giovanni Bettolo".